# Taeniura lymma
Теніура лімма, синьо-плямистий скат (Taeniura lymma) — вид роду теніур з родини хвостоколові ряду орлякоподібні надряду скатів. Мешкає в тропічних водах Індійського і центрально-західній частині Тихого океану. Зустрічається від зони прибою до глибини 30 м. Населяє прибережні води поблизу коралових рифів. Максимальна зареєстрована ширина диска 35 см. Грудні плавці цих скатів зростаються з головою, утворюючи овальний диск. Шкіра гладка. Хвіст досить короткий і товстий. На хвостовому стеблі мають 1 або 2 шипи, позаду яких розташований вентральний шкірний кіль. На жовтавій дорсальній поверхні диска розкидані яскраво-блакитні круглі плями. Уздовж хвоста тягнуться довгі лінії такого самого кольору.
Подібно до інших орлякоподібних, Taeniura lymma є яйцеживородними рибами. Ембріони розвиваються в утробі матері, харчуючись жовтком і гістотрофом. У посліді до 7 новонароджених. Раціон цих скатів складається з донних безхребетних і дрібних костистих риб. Через отруйний шип Taeniura lymma вважаються потенційно небезпечними для людини, проте вони не агресивні і в разі небезпеки воліють рятуватися втечею. Невеликий розмір і яскраве забарвлення роблять цих скатів привабливими для тримання в акваріумах, хоча вони погано переносять неволю. Не є об'єктом цільового промислу. Як прилов трапляються по всьому ареалу.

## Таксономія та філогенез
Уперше вид був науково описаний шведським натуралістом Пером Форссколем в 1775 році як Raja lymma. Голотип не був призначений . Видовий епітет означає «бруд». 1837 року німецькі біологи Йоганн Петер Мюллер і Фрідріх Якоб Генле виділили самостійний рід Taeniura для опису виду Trygon ornatus, який пізніше був визнаний молодшим синонімом Taeniura lymma.
Морфологічні дослідження дали підставу припустити, що Taeniura lymma знаходяться в більш близькій спорідненості з американськими Himantura pacifica та річковими скатами, ніж з Taeniura meyeni, які включають з ними в один рід та які в свою чергу ближче до скатів роду Dasyatis та індо-тихоокеанських гімантур.
Молекулярні результати дослідження філогенезу хвостоколових, опубліковані 2013 року, вказують на Taeniura lymma як на вид, що є базальним відносно до роду Neotrygon, а не до роду хвостоколів, до якого раніше зараховували Neotrygon. Ці дослідження підтверджують гіпотезу про виділення самостійного роду Taeniurops, (що включає таким чином види Taeniurops meyeni і Taeniurops grabata), ближчого до хвостоколів, ніж до роду Taeniura.
|  | Pteroplatytrygon violacea                                                                           |
|  | |
|  | \| \| Pastinachus sephen \| \| \| \| \| \| Dasyatis + Індо-тихоокеанські види Himantura \| \| \| \| |
|  | |
|  | Pastinachus sephen                                                                                  |
|  | |
|  | Dasyatis + Індо-тихоокеанські види Himantura                                                        |
|  | |

|  | Pastinachus sephen                           |
|  |                                              |
|  | Dasyatis + Індо-тихоокеанські види Himantura |
|  |                                              |

|  | Pteroplatytrygon violacea                                                                           |
|  | |
|  | \| \| Pastinachus sephen \| \| \| \| \| \| Dasyatis + Індо-тихоокеанські види Himantura \| \| \| \| |
|  | |
|  | Pastinachus sephen                                                                                  |
|  | |
|  | Dasyatis + Індо-тихоокеанські види Himantura                                                        |
|  | |

|  | Pastinachus sephen                           |
|  |                                              |
|  | Dasyatis + Індо-тихоокеанські види Himantura |
|  |                                              |

|  | Pteroplatytrygon violacea                                                                           |
|  | |
|  | \| \| Pastinachus sephen \| \| \| \| \| \| Dasyatis + Індо-тихоокеанські види Himantura \| \| \| \| |
|  | |
|  | Pastinachus sephen                                                                                  |
|  | |
|  | Dasyatis + Індо-тихоокеанські види Himantura                                                        |
|  | |

|  | Pastinachus sephen                           |
|  |                                              |
|  | Dasyatis + Індо-тихоокеанські види Himantura |
|  |                                              |

|  | Pteroplatytrygon violacea                                                                           |
|  | |
|  | \| \| Pastinachus sephen \| \| \| \| \| \| Dasyatis + Індо-тихоокеанські види Himantura \| \| \| \| |
|  | |
|  | Pastinachus sephen                                                                                  |
|  | |
|  | Dasyatis + Індо-тихоокеанські види Himantura                                                        |
|  | |

|  | Pastinachus sephen                           |
|  |                                              |
|  | Dasyatis + Індо-тихоокеанські види Himantura |
|  |                                              |

|  | Pteroplatytrygon violacea                                                                           |
|  | |
|  | \| \| Pastinachus sephen \| \| \| \| \| \| Dasyatis + Індо-тихоокеанські види Himantura \| \| \| \| |
|  | |
|  | Pastinachus sephen                                                                                  |
|  | |
|  | Dasyatis + Індо-тихоокеанські види Himantura                                                        |
|  | |

|  | Pastinachus sephen                           |
|  |                                              |
|  | Dasyatis + Індо-тихоокеанські види Himantura |
|  |                                              |

|  | Pteroplatytrygon violacea                                                                           |
|  | |
|  | \| \| Pastinachus sephen \| \| \| \| \| \| Dasyatis + Індо-тихоокеанські види Himantura \| \| \| \| |
|  | |
|  | Pastinachus sephen                                                                                  |
|  | |
|  | Dasyatis + Індо-тихоокеанські види Himantura                                                        |
|  | |

|  | Pastinachus sephen                           |
|  |                                              |
|  | Dasyatis + Індо-тихоокеанські види Himantura |
|  |                                              |

|  | Pteroplatytrygon violacea                                                                           |
|  | |
|  | \| \| Pastinachus sephen \| \| \| \| \| \| Dasyatis + Індо-тихоокеанські види Himantura \| \| \| \| |
|  | |
|  | Pastinachus sephen                                                                                  |
|  | |
|  | Dasyatis + Індо-тихоокеанські види Himantura                                                        |
|  | |

|  | Pastinachus sephen                           |
|  |                                              |
|  | Dasyatis + Індо-тихоокеанські види Himantura |
|  |                                              |

|  | Pteroplatytrygon violacea                                                                           |
|  | |
|  | \| \| Pastinachus sephen \| \| \| \| \| \| Dasyatis + Індо-тихоокеанські види Himantura \| \| \| \| |
|  | |
|  | Pastinachus sephen                                                                                  |
|  | |
|  | Dasyatis + Індо-тихоокеанські види Himantura                                                        |
|  | |

|  | Pastinachus sephen                           |
|  |                                              |
|  | Dasyatis + Індо-тихоокеанські види Himantura |
|  |                                              |

## Ареал і місця проживання
Taeniura lymma широко розповсюджена в тропічних прибережних водах Індо-Тихоокеанської області. В Індійському океані вони живуть від ПАР до Аравійського півострова і Південно-Східної Азії, включаючи води, які омивають Мадагаскар, Маврикій, Занзібар, Шрі-Ланку, Сейшельські і Мальдівські острови. У Перській і Оманській затоках вони трапляються рідко. У Тихому океані Taeniura lymma зустрічаються від Філіппін до північного узбережжя Австралії, у водах Полінезії і Меланезії, а також у Соломонових островів. Ці скати тримаються поблизу коралових рифів і прилеглих до них піщаних мілин від зони прибою до глибини 30 м заходять в припливні басейни і зарості водоростей. Щорічно численні Taeniura lymma припливають до берегів Південної Африки.

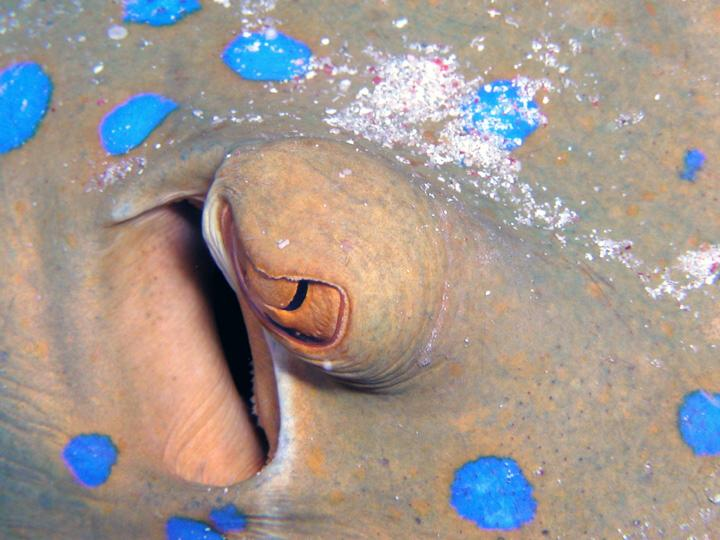
У Taeniura lymma великі очі, які виступають над поверхнею диска.

## Опис
Грудні плавці цих скатів зростаються з головою та утворюють овальний диск, довжина якого становить 4/5 ширини. Передній край широко закруглений, рило притуплене. Позаду великих очей, що виступають над диском, розташовані широкі бризкальця. На вентральній поверхні диска є 5 пар зябрових щілин, рот і ніздрі. Між ніздрями пролягає вузький клапоть шкіри ледь торочкуватим нижнім краєм, що досягає рота. По кутах нижньої щелепи, що має поглиблення в центральній частині, розташовані глибокі борозни. На кожній щелепі від 15 до 24 зубних рядів. Зуби вбудовані в шаховому порядку й утворюють плоску поверхню. На дні ротової порожнини є два великі відростки. Черевні плавці вузькі й загострені. Дуже плескатий хвіст в 1,5 рази довше диска. На дорсальній поверхні хвостового стебла на досить великій відстані від основи розташовані один або два зазубрених шипи, з'єднаних протоками з отруйною залозою. Позаду шипів розташовувана вентральна шкірна складка, яка доходить до кінчика хвоста, і низький спинний гребінь, що пролягає уздовж хребта.
Загалом шкіра цих скатів гладка. У деяких особин в центрі диска є кілька колючок. Забарвлення дорсальної поверхні диска яскраве, на жовтому або зеленому тлі розкидані численні округлі плями неоново-блакитного кольору, щільність яких до країв диска збільшується, а розмір зменшується. Уздовж хвоста пролягають дві смуги такого ж кольору. Очі яскраво-жовті. Вентральна поверхня диска біла. У особин, які мешкають у водах ПАР, смуги на хвості іноді відсутні. Максимальна зареєстрована ширина диска 35 см, довжина тіла 70 см, а вага 5 кг. Згідно з іншим джерелом максимальна зареєстрована довжина становить 80 см.

## Біологія
Taeniura lymma — один із найпоширеніших скатів прибережних вод Індо-Тихоокеанської області. Зазвичай удень вони нерухомо лежать на дні в печерах, під кораловими рифами та в інших укриттях (їх можна зустріти на затонулих кораблях), іноді виставивши з товщі осаду лише хвіст. Вночі, з припливом, ці скати невеликими групами полюють на мілководді. На відміну від більшості хвостоколів теніури-лімма рідко повністю зариваються в пісок. У пошуках молюсків, поліхет, креветок, крабів та дрібних донних риб вони викопують в ґрунті ями; виявивши здобич, скати блокують її диском і скеровують в пащу, пересуваючи диск над жертвою. За теніурамі часто плавають інші риби, наприклад барабулеві, підбираючи за ними рештки їхньої здобичі. Скати шукають здобич і, ймовірно, пізнають родичів за допомогою електрорецепції.
Taeniura lymma плавають за допомогою своїх грудних плавців, які утворюють основну частину овального диска. М'язи, розташовані по всій площі плавців, завжди активні, за винятком тих випадків, коли скати рухаються дуже повільно.
У Taeniura lymma сезон розмноження триває з пізньої весни до літа. Самці переслідують самок, наблизивши чутливе рило до їхньої клоаки і вловлюючи хімічні сигнали, що випускаються ними, прихоплюють за краї диска, врешті кусають їх, після чого відбувається спарювання. Зафіксовано випадок, коли самець Taeniura lymma, ймовірно, помилково, схопив за диск невеликого самця Neotrygon kuhlii. Дорослі самці іноді збираються на мілководді, що також може бути пов'язано з розмноженням.
Подібно до інших орлякоподібних, Taeniura lymma належать до яйцеживородних риб. Ембріони розвиваються в утробі матері, харчуючись жовтком і гістотрофом. Ймовірно, вагітність триває від 4 до 12 місяців. У посліді до 7 новонароджених з диском шириною 13—14 см, які є точною копією дорослих скатів, за винятком забарвлення: їхній блідо-сірий або блідо-коричневий диск усіяний чорними або буро-рудими цятками. Кожен послід має свій характерний візерунок. У новонароджених м'який хвіст, укладений в шкірясту капсулу, щоб не поранити при пологах самку. Потім він звільняється і може слугувати зброєю захисту. Самці досягають статевої зрілості при ширині диска 20—21 см.

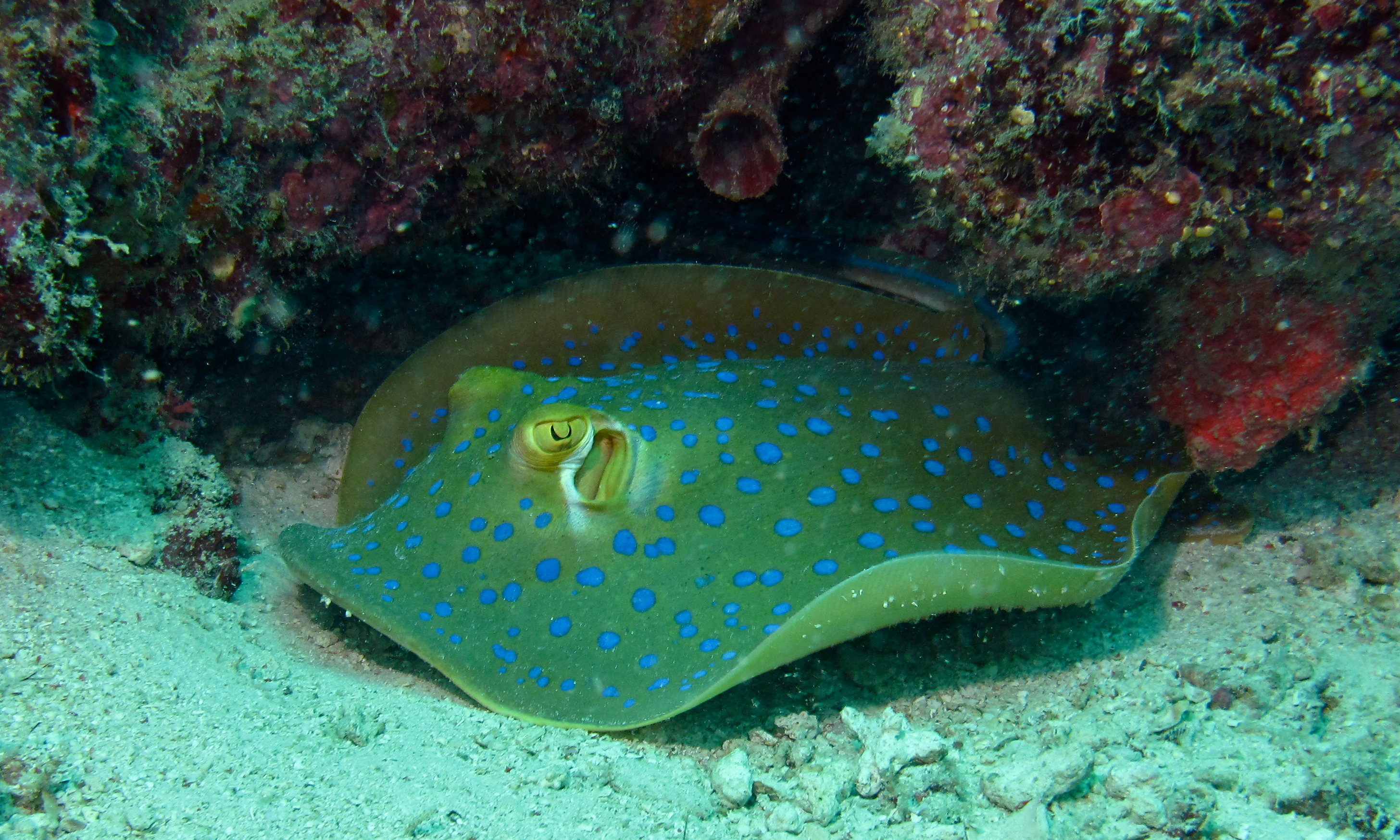
Удень теніури-лімма часто ховаються в різних укриттях

На теніур-лімма полюють акули-молоти та дельфіни виду афаліна звичайна, потенційно вони можуть стати здобиччю інших великих риб і морських ссавців. У разі небезпеки ці скати рятуються втечею, рухаючись на великій швидкості зигзагами, щоб збити нападника з пантелику. На теніурах-лімма паразитують стьожкові черви Aberrapex manjajiae, Anthobothrium taeniuri, Cephalobothrium taeniurai, Echinobothrium elegans і E. helmymohamedi, Kotorelliella jonesi, Polypocephalus saoudi, Rhinebothrium ghardaguensis і R. taeniuri, моногенеї Decacotyle lymmae, Empruthotrema quindecima, Entobdella australis і Pseudohexabothrium taeniurae, плоскі черви Pedunculacetabulum ghardaguensis і Anaporrhutum albidum, нематоди Mawsonascaris australis, копеподи Sheina orri та найпростіші Trypanosoma taeniurae. Іноді можна спостерігати, як теніури-лімма піднімають краї диска і черевні плавці, підставляючись для чищення від паразитів губанчикам Labroides dimidiatus.

## Взаємодія з людиною
Taeniura lymma досить боязкі й неагресивні, проте оскільки у них є отруйний шип і вони живуть на мілководді, то вони можуть бути потенційно небезпечними для людини. Існують дані про те, що їхня отрута розкладається при нагріванні. Тому рекомендується замочити рану, нанесену хвостоколом, в гарячій воді, щоб зупинити дію отрути і зменшити біль. Яскраве забарвлення і невеликий розмір роблять їх популярними серед акваріумістів, хоча вони погано переносять неволю Їх тримають в акваріумах об'ємом не менше 450 л при температурі води 22—25,5 °С pH 8,1-8,4, dKH 8-12 і солоності 1,020-1,025.
Ці скати не є об'єктом цільового лову. Вони потрапляють у сіті як прилов. У Південно-Східній Азії, Східній Африці та Австралії їхнє м'ясо вживають у їжу. Ці скати страждають від погіршення умов середовища проживання, зокрема від знищення коралових рифів. Міжнародний союз охорони природи присвоїв цьому виду статус збереження «Викликає найменші побоювання».